# Liste der denkmalgeschützten Objekte in Schrattenthal
Die Liste der denkmalgeschützten Objekte in Schrattenthal enthält die 30 denkmalgeschützten, unbeweglichen Objekte der Gemeinde Schrattenthal.

## Denkmäler
| Foto |                 | Denkmal                                                                            | Standort                                                   | Beschreibung | Metadaten |
| ---- | --------------- | ---------------------------------------------------------------------------------- | ---------------------------------------------------------- | --- | --- |
| ja   | Datei hochladen | Rathaus HERIS-ID: 5599 Objekt-ID: 1470                                             | Obermarkersdorf 36 Standort KG: Obermarkersdorf            | Langgestreckter zweigeschoßiger repräsentativer Bau mit Walmdach und mächtigem Turm. Umlaufendes gekehltes Traufgesims und ebenfalls umlaufendes gekehltes Gesims zwischen den Stockwerken. Putzfaschengerahmte Fenster und Portale. Zwei Rechteckportale und ein Rundbogenportal mit geschwungener Übergiebelung im Bereich des Turmes. Turm mit Ecklisenen und kleinen Rundbogenfenstern. | BDA-Hist.: Q37844625 Status: § 2a Stand der BDA-Liste: 2025-06-30 Name: Rathaus GstNr.: 111, 112 Rathaus Obermarkersdorf                                                                                  |
| ja   | Datei hochladen | Figur Maria Immaculata HERIS-ID: 16499 Objekt-ID: 12763 marterl.at: 13899          | neben Obermarkersdorf 36 Standort KG: Obermarkersdorf      | Die Figur der Maria Immaculata aus dem Jahre 1900 steht auf einem wuchtigen abgesetzten Sockel. | BDA-Hist.: Q37816411 Status: § 2a Stand der BDA-Liste: 2025-06-30 Name: Figur Maria Immaculata GstNr.: 2438/35 Bildstock Maria Immaculata Obermarkersdorf                                                 |
| ja   | Datei hochladen | Figur heiliger Johannes Nepomuk HERIS-ID: 16496 Objekt-ID: 12760 marterl.at: 13831 | gegenüber Obermarkersdorf 85 Standort KG: Obermarkersdorf  | Die Figur des hl. Johannes Nepomuk steht auf einem geschwungenen reliefierten Sockel mit Inschriftenkartusche und ist mit 1742 bezeichnet. | BDA-Hist.: Q37816277 Status: § 2a Stand der BDA-Liste: 2025-06-30 Name: Figur heiliger Johannes Nepomuk GstNr.: 2439/2 Bildstock Johannes Nepomuk Obermarkersdorf                                         |
| ja   | Datei hochladen | Kath. Pfarrkirche hll. Nikolaus und Urban HERIS-ID: 16494 Objekt-ID: 12758         | neben Obermarkersdorf 99 Standort KG: Obermarkersdorf      | Barocker Bau mit gotischem Chor und achteckigem Nordturm mit Eckquaderung. | BDA-Hist.: Q37816141 Status: § 2a Stand der BDA-Liste: 2025-06-30 Name: Kath. Pfarrkirche hll. Nikolaus und Urban GstNr.: 65/2 Pfarrkirche Obermarkersdorf                                                |
| ja   | Datei hochladen | Friedhofsportal HERIS-ID: 5598 Objekt-ID: 1469                                     | gegenüber Obermarkersdorf 102 Standort KG: Obermarkersdorf | Portal aus der Zeit um 1750 flankiert von barocken Heiligenfiguren. | BDA-Hist.: Q37844610 Status: § 2a Stand der BDA-Liste: 2025-06-30 Name: Friedhofsportal GstNr.: 65/1 Friedhofsportal Obermarkersdorf                                                                      |
| ja   | Datei hochladen | Figurenbildstock, Urlaubergruppe HERIS-ID: 16497 Objekt-ID: 12761                  | Standort KG: Obermarkersdorf                               | Auf einem Volutensockel steht die Figurengruppe Abschied Christi von Maria aus dem Jahre 1767. | BDA-Hist.: Q37816308 Status: § 2a Stand der BDA-Liste: 2025-06-30 Name: Figurenbildstock, Urlaubergruppe GstNr.: 2602 Bildstock Urlaubergruppe Obermarkersdorf                                            |
| ja   | Datei hochladen | Wegkapelle HERIS-ID: 16498 Objekt-ID: 12762 marterl.at: 13895                      | Standort KG: Obermarkersdorf                               | Klassizistischer Breitpfeiler aus dem Ende des 19. Jahrhunderts mit Rundbogennische, Pilasterrahmung und Dreiecksgiebel. | BDA-Hist.: Q37816379 Status: § 2a Stand der BDA-Liste: 2025-06-30 Name: Wegkapelle GstNr.: 2662 Wegkapelle Obermarkersdorf                                                                                |
| ja   | Datei hochladen | Schloss Schrattenthal / Wehranlagen HERIS-ID: 16493 Objekt-ID: 12757               | Schrattenthal 1, 2, 3, 55, 60 Standort KG: Schrattenthal   | Weitläufige Anlage aus Wohn- und Wirtschaftsgebäuden sowie Befestigungsanlagen. Im 13. Jahrhundert urkundlich erwähnt wurde die ursprünglich spätgotische Stadtburg barockisiert und mehrfach aus- und umgebaut. Der Haupttrakt an der Südseite eines von Wirtschaftsgebäuden umgebenen großen Hofes ist ein zweigeschoßiges langgestrecktes mit Walmdach und umlaufendem gekehlten Traufgesims. Die Fassade ist durch Lisenen und putzfaschengerahmte Fenster mit gekehlten Sohlbänken gegliedert. | BDA-Hist.: Q2243405 Status: Bescheid Stand der BDA-Liste: 2025-06-30 Name: Schloss Schrattenthal / Wehranlagen GstNr.: 134, 136, 137, 138, 140, 142, 143, 144, 145, 146, 147/1, 149 Schloss Schrattenthal |
| ja   | Datei hochladen | katholische Pfarrkirche heiliger Augustinus HERIS-ID: 16489 Objekt-ID: 12753       | bei Schrattenthal 30 Standort KG: Schrattenthal            | Spätgotische barockisierte Saalkirche mit Westturm aus dem 15. Jahrhundert. | BDA-Hist.: Q24008642 Status: § 2a Stand der BDA-Liste: 2025-06-30 Name: katholische Pfarrkirche heiliger Augustinus GstNr.: 56/1 Saint Augustinus Church (Schrattenthal)                                  |
| ja   | Datei hochladen | Wohnhaus HERIS-ID: 16484 Objekt-ID: 12748                                          | Schrattenthal 32 Standort KG: Schrattenthal                | Gravierende Eingriffe in die Bausubstanz des Wohnhauses mit Walmdach lassen kaum mehr Details der ursprünglichen Fassade erkennen. Ursprünglich dürfte sich der Eingang an der linken Seite der Straßenfront in Form eines überdachten Portals befunden haben. Reste der Putzrahmen der Fenster im Obergeschoß sind ebenfalls noch zu erkennen. | BDA-Hist.: Q37815653 Status: Bescheid Stand der BDA-Liste: 2025-06-30 Name: Wohnhaus GstNr.: 51 Wohnhaus Nr. 32 (Gemeinde Schrattenthal)                                                                  |
| ja   | Datei hochladen | Wohnhaus samt Wehrturm HERIS-ID: 16481 Objekt-ID: 12745                            | Schrattenthal 33 Standort KG: Schrattenthal                | Zweigeschoßiger Wehrturm mit faschengerahmten Fenstern. | BDA-Hist.: Q37815538 Status: Bescheid Stand der BDA-Liste: 2025-06-30 Name: Wohnhaus samt Wehrturm GstNr.: 49                                                                                             |
| ja   | Datei hochladen | Wohnhaus HERIS-ID: 16485 Objekt-ID: 12749                                          | Schrattenthal 34 Standort KG: Schrattenthal                | Eingeschoßiges Gebäude mit Zugang über einen Hof an der Rückseite. | BDA-Hist.: Q37815685 Status: Bescheid Stand der BDA-Liste: 2025-06-30 Name: Wohnhaus GstNr.: 98 Wohnhaus, Hausnummer 34 (Gemeinde Schrattenthal)                                                          |
| ja   | Datei hochladen | Wohnhaus HERIS-ID: 16482 Objekt-ID: 12746                                          | Schrattenthal 36 Standort KG: Schrattenthal                | Eingeschoßiges Gebäude mit spätgotischer Pilastergliederung aus dem Jahre 1786. An der Stelle der ehemaligen Propstei befand sich in diesem Haus die erste Druckerei Niederösterreichs, deren frühester nachweisbarer Druck am 20. März 1501 entstand. | BDA-Hist.: Q37815585 Status: Bescheid Stand der BDA-Liste: 2025-06-30 Name: Wohnhaus GstNr.: 100 Wohnhaus, Hausnummer 36 (Gemeinde Schrattenthal)                                                         |
| ja   | Datei hochladen | Pranger HERIS-ID: 16488 Objekt-ID: 12752                                           | vor Schrattenthal 41 Standort KG: Schrattenthal            | Achteckiger Pfeiler mit Quaderaufsatz. Im oberen reliefierten Teil des Pfeilers mit 1542 bezeichnet. Mächtige Blattkapitelle und Pinienzapfenbekrönung. | BDA-Hist.: Q37815833 Status: § 2a Stand der BDA-Liste: 2025-06-30 Name: Pranger GstNr.: 1124/1 Pranger Schrattenthal                                                                                      |
| ja   | Datei hochladen | Straßenbrücke, Johannesbrücke HERIS-ID: 16490 Objekt-ID: 12754                     | Schrattenthal 60 Standort KG: Schrattenthal                | Spätbarocke steinerne Bogenbrücke über den Schrattenbach südlich der Stadt mit mittlerer Brückenstatue des hl. Johannes Nepomuk. | BDA-Hist.: Q37815925 Status: § 2a Stand der BDA-Liste: 2025-06-30 Name: Straßenbrücke, Johannesbrücke GstNr.: 1125/2 Schrattenthal Johannesbrücke                                                         |
| ja   | Datei hochladen | Wohnhaus HERIS-ID: 16486 Objekt-ID: 12750                                          | Schrattenthal 74, neben Standort KG: Schrattenthal         | Wohnhaus, das in die ehemalige Stadtbefestigung integriert ist. | BDA-Hist.: Q37815744 Status: Bescheid Stand der BDA-Liste: 2025-06-30 Name: Wohnhaus GstNr.: 94 |
| ja   | Datei hochladen | Friedhof, Grabdenkmäler und Friedhofsportal HERIS-ID: 5602 Objekt-ID: 1473         | Schrattenthal 91, in der Nähe Standort KG: Schrattenthal   | Zwei mächtige Pfeiler mit steinernem Pyramidendach und krönenden Totenkopfskulpturen bilden den Eingang zum Friedhof, der 1783 vom ehemaligen Standort bei der Pfarrkirche hierher verlegt wurde. Im Friedhof spätbarocke Grabsteine aus dem 18. Jahrhundert vom aufgelassenen Friedhof. | BDA-Hist.: Q37844726 Status: § 2a Stand der BDA-Liste: 2025-06-30 Name: Friedhof, Grabdenkmäler und Friedhofsportal GstNr.: 446/1 Friedhof Schrattenthal                                                  |
| ja   | Datei hochladen | Figur Christus mit Putto HERIS-ID: 5603 Objekt-ID: 1474                            | neben Schrattenthal 91 Standort KG: Schrattenthal          | Auf breitem Sockel steht die Figurengruppe Christus mit Putto aus dem beginnenden 18. Jahrhundert. | BDA-Hist.: Q37844807 Status: § 2a Stand der BDA-Liste: 2025-06-30 Name: Figur Christus mit Putto GstNr.: 445/3                                                                                            |
| ja   | Datei hochladen | Figur heiliger Johannes Nepomuk HERIS-ID: 5600 Objekt-ID: 1471                     | Standort KG: Schrattenthal                                 | Statue des hl. Johannes Nepomuk aus dem 18. Jahrhundert steht östlich gegenüber einer zweiten Statue desselben Heiligen. | BDA-Hist.: Q37844640 Status: § 2a Stand der BDA-Liste: 2025-06-30 Name: Figur heiliger Johannes Nepomuk GstNr.: 1126/2 Figur Johannes Nepomuk, Schrattenthal (östliche Figur)                             |
| ja   | Datei hochladen | Figur heiliger Johannes Nepomuk HERIS-ID: 5601 Objekt-ID: 1472                     | Standort KG: Schrattenthal                                 | Statue des hl. Johannes Nepomuk aus dem 18. Jahrhundert steht westlich gegenüber einer zweiten Statue desselben Heiligen. | BDA-Hist.: Q37844701 Status: § 2a Stand der BDA-Liste: 2025-06-30 Name: Figur heiliger Johannes Nepomuk GstNr.: 93 Figur Johannes Nepomuk, Schrattenthal (westliche Figur)                                |
| ja   | Datei hochladen | Bildstock HERIS-ID: 5607 Objekt-ID: 1478 marterl.at: 13809                         | Standort KG: Schrattenthal                                 | Abgefaster Pfeiler mit reliefiertem Quaderaufsatz und beschädigter Steinkreuzbekrönung. | BDA-Hist.: Q37845051 Status: § 2a Stand der BDA-Liste: 2025-06-30 Name: Bildstock GstNr.: 1422 |
| ja   | Datei hochladen | Bildstock, Statue Johannes Nepomuk HERIS-ID: 16491 Objekt-ID: 12755                | Standort KG: Schrattenthal                                 | Statue des hl. Johannes Nepomuk aus dem 18. Jahrhundert. | BDA-Hist.: Q37815964 Status: § 2a Stand der BDA-Liste: 2025-06-30 Name: Bildstock GstNr.: 1125/2 Schrattenthal Statue Johannes Nepomuk (Johannesbrücke)                                                   |
| ja   | Datei hochladen | Büste Joseph II. HERIS-ID: 16492 Objekt-ID: 12756                                  | Standort KG: Schrattenthal                                 | Reliefierter Sockel mit einer Säule, welche die Gusseisenbüste Josephs II. aus dem Jahre 1881 trägt. | BDA-Hist.: Q37816047 Status: § 2a Stand der BDA-Liste: 2025-06-30 Name: Büste Joseph II GstNr.: 1140/4 Bust Joseph II, Schrattenthal                                                                      |
| ja   | Datei hochladen | Stadtbefestigung (Gesamtanlage) HERIS-ID: 30368 Objekt-ID: 27112                   | Standort KG: Schrattenthal                                 | Reste der spätgotischen Stadtbefestigung aus dem 15. Jahrhundert, die mit der Befestigung der ehemaligen Stadtburg ein zusammenhängendes Wehrsystem bildete. Erhalten ist auch das Eggenburger Tor, ein Torturm mit Satteldach und Rundbogentor. | BDA-Hist.: Q37933101 Status: § 2a Stand der BDA-Liste: 2025-06-30 Name: Stadtbefestigung (Gesamtanlage) GstNr.: 55, 62/4 City wall of Schrattenthal                                                       |
| ja   | Datei hochladen | Mariensäule HERIS-ID: 16483 Objekt-ID: 12747 marterl.at: 14478                     | Schrattenthal 35, gegenüber Standort KG: Schrattenthal     | Schlanke Säule mit Engelskapitell und Figur der Maria Immaculata auf Quadersockel. Sockelwappen und Bezeichnung 1680. | BDA-Hist.: Q37815606 Status: Bescheid Stand der BDA-Liste: 2025-06-30 Name: Mariensäule GstNr.: 1123/1 Mariensäule (Schrattenthal)                                                                        |
| ja   | Datei hochladen | Mausoleum der Attems HERIS-ID: 16487 Objekt-ID: 12751                              | Schrattenthal 91, in der Nähe Standort KG: Schrattenthal   | Gotisierender Bau aus dem Jahre 1839 laut Inschrift unter dem Wappen der Grafen Attems auf dem Friedhof von Schrattenthal. Spitzbogenöffnung mit klassizistischem Gitter und Maßwerk hinter einem Säulenportikus. | BDA-Hist.: Q37815777 Status: Bescheid Stand der BDA-Liste: 2025-06-30 Name: Mausoleum der Attems GstNr.: 446/1                                                                                            |
| ja   | Datei hochladen | Gnadenstuhl HERIS-ID: 16501 Objekt-ID: 12765 marterl.at: 11711                     | bei Waitzendorf 24 Standort KG: Waitzendorf                | Anlässlich der Pest im Jahre 1713 wurde die Dreifaltigkeitssäule errichtet. Der bekrönende Gnadenstuhl wurde ersetzt. | BDA-Hist.: Q37816435 Status: § 2a Stand der BDA-Liste: 2025-06-30 Name: Gnadenstuhl GstNr.: 1919/1 |
| ja   | Datei hochladen | Pfarrhof HERIS-ID: 16503 Objekt-ID: 12767                                          | Waitzendorf 62 Standort KG: Waitzendorf                    | Barocker zweigeschoßiger Bau aus der Zeit nach 1720 mit umlaufendem gekehltem Traufgesims. Fassade durch einfache Fensterumrahmungen sowie durch Bänderung im Erdgeschoß und Lisenen im Obergeschoß gegliedert. Hofportal mit Wappenkartusche. | BDA-Hist.: Q37816474 Status: § 2a Stand der BDA-Liste: 2025-06-30 Name: Pfarrhof GstNr.: 107 Pfarrhof Waitzendorf, Gemeinde Schrattenthal                                                                 |
| ja   | Datei hochladen | katholische Pfarrkirche Heilige Dreifaltigkeit HERIS-ID: 16504 Objekt-ID: 12768    | neben Waitzendorf 65 Standort KG: Waitzendorf              | Gotischer Bau mit Nordturm und im Westen mit dem barocken Pfarrhof verbunden. Strebepfeiler aus dem 15. Jahrhundert sowohl am Chor im Osten als auch am Langhaus. Rundbogige faschengerahmte Fenster. Der gotische Turm ist durch Putzfelder und Ecklisenen gegliedert. Im Schallgeschoß faschengerahmte Rundbogenfenster. Haubendach mit Laternenspitze und krönendem Patriarchenkreuz aus dem Jahre 1864.                                                                                         | BDA-Hist.: Q1125074 Status: § 2a Stand der BDA-Liste: 2025-06-30 Name: katholische Pfarrkirche Heilige Dreifaltigkeit GstNr.: 98 Holy Trinity Church (Waitzendorf)                                        |
| ja   | Datei hochladen | Brunnen HERIS-ID: 16502 Objekt-ID: 12766                                           | Standort KG: Waitzendorf                                   | Der Gnadenstuhl am Brunnen vor der Dreifaltigkeitssäule ist mit 1722 bezeichnet. | BDA-Hist.: Q37816460 Status: § 2a Stand der BDA-Liste: 2025-06-30 Name: Brunnen GstNr.: 1919/1 |